# Abydos (Egypte)
Abydos is een stad in Egypte die op de Westelijke Nijloever ligt. De stad stond in het oude Egypte bekend als Abdjoe of Abedjoe, maar is vooral bekend onder haar Griekse naam. De Oude Grieken gaven de oude Egyptische stad dezelfde naam als Abydos in Klein-Azië. In het Koptisch staat de stad bekend als Eboot of Abot. Haar huidige naam is El-'Araba el Madfoena.

## Geschiedenis

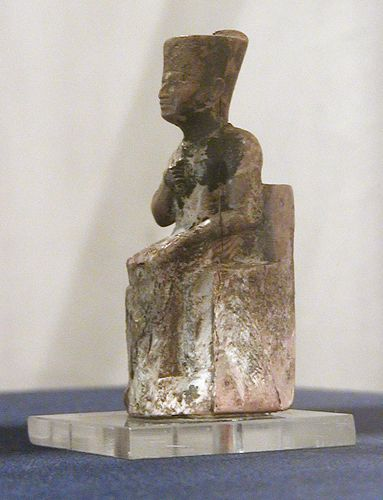
Beeldje, mogelijk Cheops, uit Abydos

Abydos lag niet ver van Thinis, de nog niet exact gelokaliseerde eerste hoofdstad van het Oude Egypte, en was reeds in de Proto-dynastieke Periode een vrij belangrijke stad en zou door de hele geschiedenis heen belangrijk blijven. Vooral in de thinitische periode bereikte ze een hoogtepunt, toen de farao's uit die vroege dynastiën bij de stad werden begraven. Ook in het Oude Rijk bleef ze van groot belang. Opmerkelijk is het (enige) beeldje van Choefoe (Cheops) dat hier gevonden is.
Vanaf het Middenrijk wordt de stad verbonden met de cultus van Osiris. De stad blijft van cultureel belang in het Nieuwe Rijk en talrijke tempels worden opgericht. De stad zal ook in de Koptische periode van belang zijn, maar kent dan een groot verval.
De stad bevond zich in de 8e nomos van Opper-Egypte.
De stad kwam in de vergetelheid terecht, en zou voor het Westen ontdekt worden door de Franse jezuïet Claude Sicard.

## Religieuze aspecten

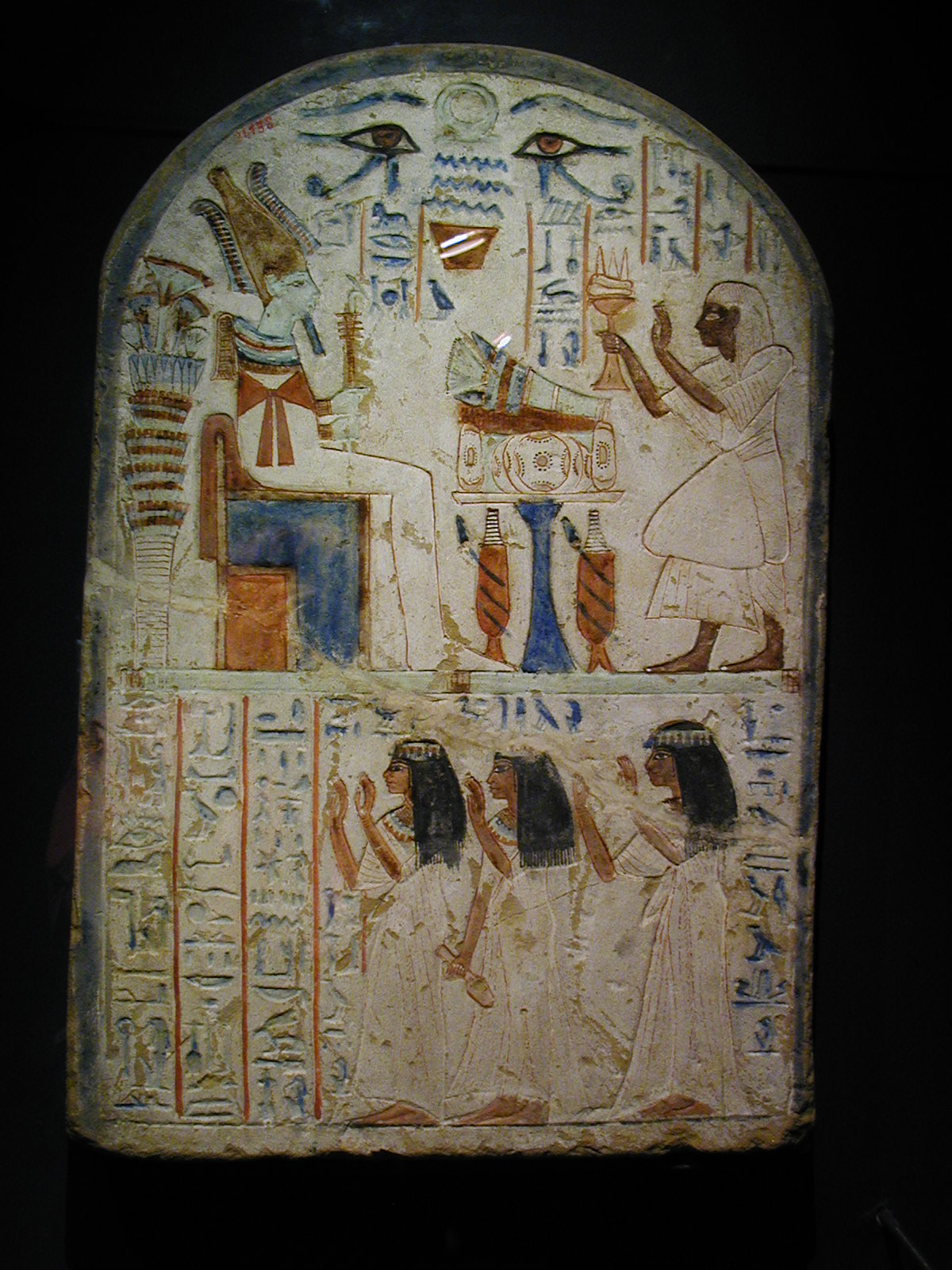
Stèle gericht aan Osiris, heer van Abedjoe

De stad had een vrij groot religieus belang. Hierbij wordt vooral gedacht aan de verering van de god Osiris. Deze verering was begonnen in het Middenrijk, maar had zijn voorloper in de lokale god Chentiamentioe die later verbonden zal worden met Osiris. Ter ere van Osiris waren er talrijke festiviteiten. Hierdoor zijn er kapellen en stelae opgericht om deel te hebben aan de opstanding van Osiris.
Wepwawet is ook een god die in Abydos werd vereerd. Hij is de god van oorlog en dood en dus ook van de onderwereld. Wepwawet werd in het Nieuwe Rijk vervangen door Anubis. Een andere archaïsche god is Onoeris die ook een oorlogsgod was.
Een andere belangrijke figuur dateert uit de Koptische periode. Het gaat om de Heilige Mozes van Abydos, die in de vijfde eeuw het heidendom uit de stad liet verdwijnen.

## Bouwwerken
Sinds de Naqada III-periode (3300 v.Chr.) tot de huidige tijd wordt de plek bewoond, hierdoor zijn ook diverse bouwwerken overgebleven en teruggevonden.

### Bewoning
De bewoning van Abydos kwam al vroeg op gang. In 2016 zijn er sporen gevonden van een stad uit 5000 v.Chr. Er zijn ook sporen teruggevonden van een stad uit de Naqada III-periode (3300 v.Chr.). En vervolgens van het Oude Rijk en de 1e tussenperiode.
Er zijn sporen van bewoning door de hele geschiedenis heen en buiten de stadsmuren vinden we ook restanten uit de Koptische Tijd.

### Cenotafen
Verschillende koningen hebben een cenotaaf of schijngraf opgericht om deel te nemen aan de wederopstanding van Osiris. Er zijn bekende cenotafen die we kunnen dateren:
- Cenotaaf van Senoeseret III
- Piramide van Ahmose
- Piramide van Tetisheri

### Fort en rituele omheiningen

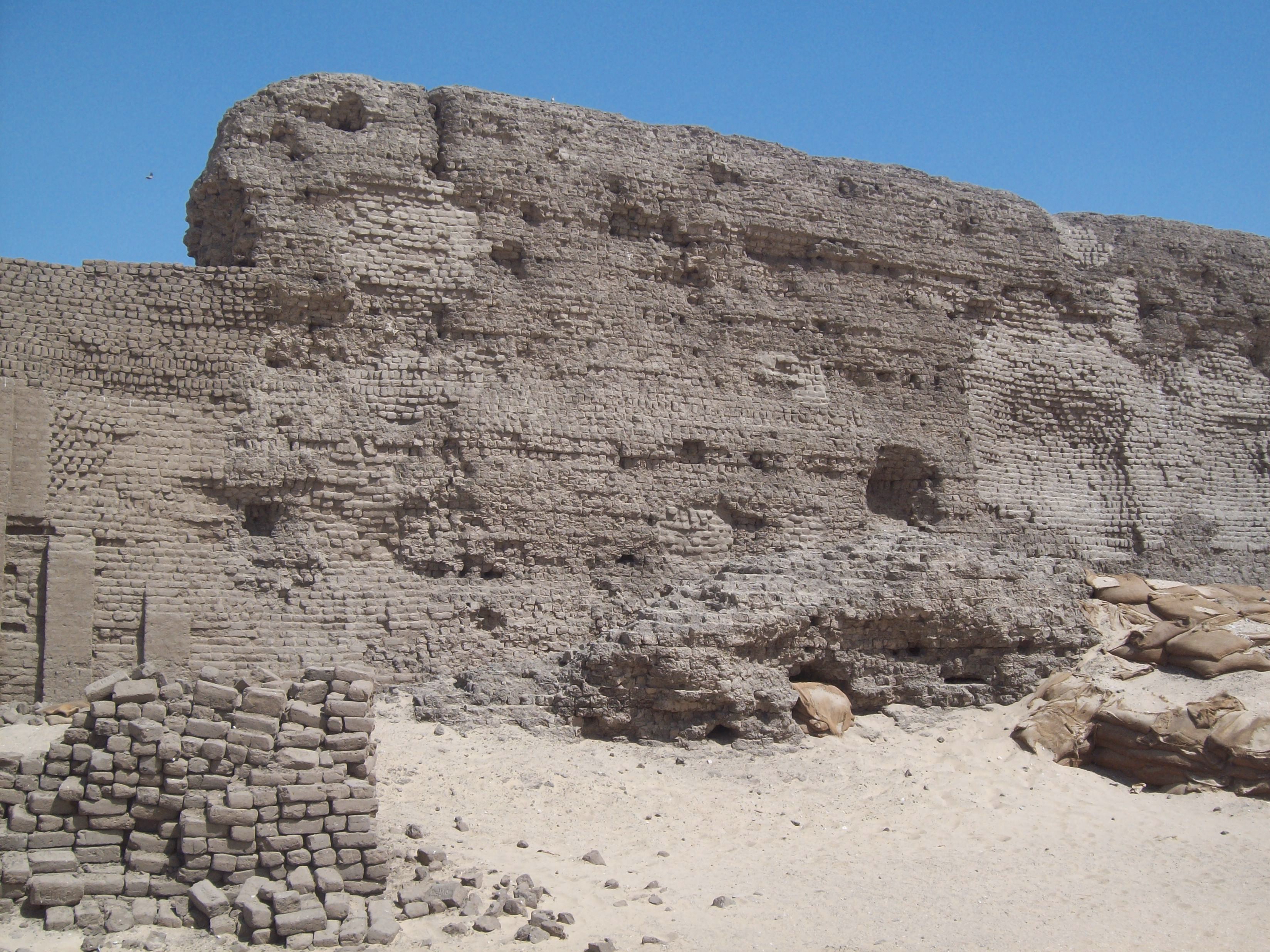
Fort van Chasechemoei, (schoon)vader van Djoser

In de noordelijke begraafplaats ligt, op 1,5 km afstand ten noorden van de begraafplaats, naast de 'tempel van Osiris-Chentiamentioe' ook diverse rituele omheiningen en een mysterieus gebouw opgericht door koning Chasechemoei. Dit gebouw, waarvan de betekenis nu nog onbekend is wordt bestempeld als "fort" en wordt Shunet el-Zebib genoemd of kortweg Shuneh. Daarnaast zijn er nog sporen van een ouder fort, maar ook van een jonger fort dat ligt onder een Koptisch klooster. Er zijn ook graven met barken van de eerste dynastieën ontdekt, die doen denken aan de barkgraven bij de piramiden uit het Oude Rijk.
De rituele omheiningen zijn reusachtige, rechthoekige terreinen: 
- Het terrein van Djer is 100 bij 55 m groot. De ommuring was 3 m dik, 8 m hoog en van buiten versierd met een 'nispatroon'. In de zuidoost- en noordoosthoek ging men het terrein via monumentale poorten binnen.
- Djet
- Peribsen

Deze terreinen stonden in verbinding met het koninklijke grafcomplex. Hun vorm houdt direct verband met het grote piramidencomplex van koning Djoser aan het begin van de 3e dynastie. Daarom wordt aangenomen dat ook op de dalcomplexen in Abydos grote rituelen werden opgevoerd.

### Graven

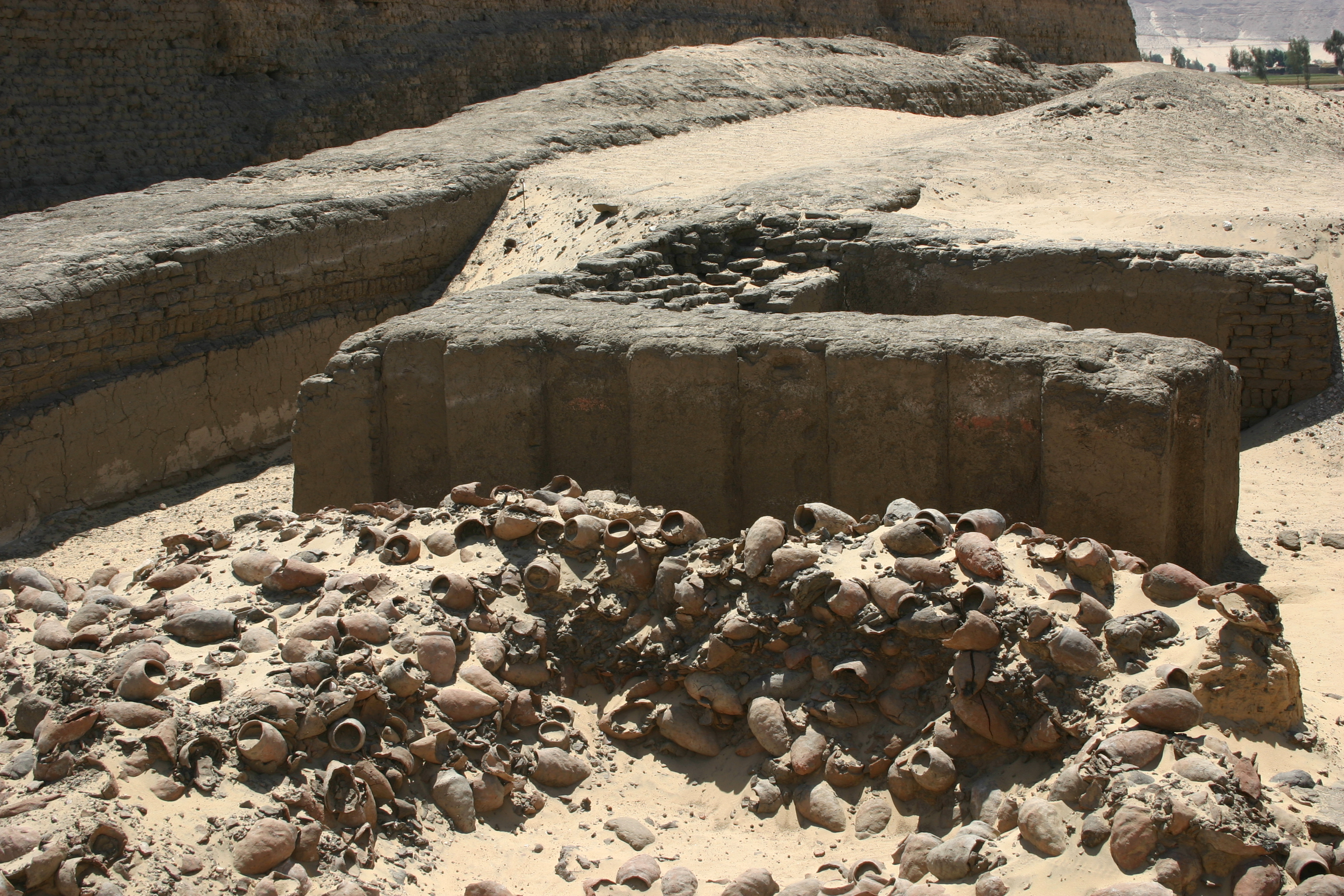
Geofferde potten bij het graf van Peribsen

Ten westen van de tempel van Seti I ligt de site Umm el-Qaab. De graven zijn rechthoekige, in de woestijngrond gegraven kamers met muren opgebouwd uit baksteen. 
De site is ingedeeld in twee gebieden: U en B. Begraafplaats U herbergt de diverse graven uit de Naqada I tot III-periode met als belangrijkste tombe U-J. 
Begraafplaats B herbergt de nauwelijks monumentale tombes van dynastie 0, de 1e dynastie en de 2e dynastie van Egypte:
Dynastie 0:
- Iryhor
- Ka
- Narmer

Eerste dynastie:
- Aha, het graf van Horus Aha heeft drie uitgebreide grafkamers. Er zijn leden van de koninklijke huishouding direct naast zijn graf meebegraven: 36 graven in drie parallelle rijen. In zijn graf waren ook een aantal jonge leeuwen mee begraven, die waarschijnlijk in gevangenschap werden geboren. Dus er werden leeuwen aan het hof gehouden.
- Djer, met een nieuwe grafinrichting: één grotere, rechthoekige grafkamer, gegraven in een diepe kuil in de woestijn. Tegen de achterste wand stond een houten schrijn, waarin de koning was begraven. Het graf had een massief plafond van balken. daarboven lag een lage tumulus van zand, omgeven door een muur van baksteen. Het dak en de heuvel konden pas na de begrafenis worden gemaakt.
- Djet
- Den, het graf van Den had een trap naar de grafkamer, die met een valsteen afgesloten werd. Een vrije toegang leidde via een trap naar een ondergrondse beeldenkapel
- Merneith, de moeder van koning Den
- Adjib
- Semerchet
- Qa-a

Tweede dynastie:
- Peribsen
- Chasechemoei

Er zijn ook graven teruggevonden van hoge ambtenaren zoals:
- Iuu (Vizier)
- Weni (4e dynastie, zoon van Iuu)
- Idi Nechty

### (Ka-)Tempels
Er zijn in Abydos verschillende tempels gebouwd:
- Ka-tempel van Amasis
- Ka-tempels uit het Middenrijk
- Tempel van Osiris-Chentiamentioe te Kom es-Sultan
- Tempel van Osiris van Nectanebo I
- Tempel van Seti I
- Portaaltempel van Ramses II
- Tempel van Ramses II